# Нджики, Ростан
Роста́н Нджики́ (фр. Rostand Ndjiki; род. 5 января 2004) — камерунский футболист, полузащитник клуба РФС.

## Карьера

### «Супер Нова»
Начинал футбольную карьеру в эмиратском клубе «Элит Фэлконс», откуда затем в марте 2023 года перешёл в испанский «Леганес», присоединившись к юношеской команде в возрастной категории до 19 лет. В июле 2023 года на правах арендного соглашения присоединился к латвийскому клубу «Супер Нова». Дебютировал за клуб 6 августа 2023 года в матче против «Риги», выйдя на замену на 64 минуте. Дебютный гол за клуб забил 29 октября 2023 года в матче против «Риги». На протяжении всего сезона был в клубе одним из ключевых игроков, отличившись своим единственным забитым голом. Завершил сезон на последнем итоговом месте в чемпионате. По окончании срока арендного соглашения в декабре 2023 года покинул латвийский клуб.

### РФС
В начале 2024 года на правах арендного соглашения перешёл в латвийский клуб РФС, соглашение с которым рассчитано до конца сезона. Новый сезон в клубе начал 2 марта 2024 года с матча за Суперкубок Латвии, где в серии пенальти уступили «Риге», однако сам остался на скамейке запасных. В апреле 2024 года отправился выступать за вторую команду клуба. Дебютный матч за команду сыграл 14 апреля 2024 года против клуба «Олайне», выйдя на поле в стартовом составе. Дебютным забитым голом за клуб отличился 29 мая 2024 года в матче против клуба «Метта». В июле 2024 года вместе с клубом отправился на квалификационные матчи Лиги чемпионов УЕФА, где во втором квалификационном раунде уступили норвежскому клубу «Будё-Глимт», вылетев уже в квалификации Лиги Европы УЕФА. По итогу квалификационного раунда Лиги Европы УЕФА вместе с клубом победил кипрский АПОЭЛ, выйдя в общий этап турнира. Дебютный матч в общем этапе еврокубкового турнира сыграл 29 сентября 2024 года против румынского клуба ФКСБ, выйдя на замену в начале второго тайма. Вместе с клубом стал обладателем Кубка Латвии, где в финале 30 октября 2024 года победили клуб «Ауда». По итогу сезона вместе с клубом стал победителем чемпионата. 
В начале 2025 года на полноценной основе присоединился к латвийскому клубу. Первый матч в сезоне сыграл 30 января 2025 года в рамках заключительно матча общего этапа Лиги Европы УЕФА против киевского «Динамо», выйдя на поле в стартовом составе. По итогу общего этапа еврокубкового турнира вместе с клубом не смогли выйти в стадию плей-офф. Вместе с клубом стал обладателем Суперкубка Латвии, однако в самом матче участие не принимал. На начало сезона также привлекался к матчам со второй командой. Первый матч в чемпионате сыграл 26 апреля 2025 года против «Риги», выйдя на замену на 85 минуте. Также не был включён в заявку клуба на квалификационные матчи Лиги чемпионов УЕФА.

## Достижения
РФС
- Чемпион Латвии: 2024
- Обладатель Кубка Латвии: 2024
- Обладатель Суперкубка Латвии: 2025